# Гануш из Фульнека
Януш Фульнекский (чеш. Hanuš z Fulneka, пол. Hanusz fulnecki, ок. 1420 – 1454) —  князь Глубчицкий (1445/1449 – 1454).

## Биография
Януш был старшим сыном опавского князя Вацлава II и Эльжбеты Краваржской. Принадлежал к побочной линии чешской королевской династии Пржемысловичей.
После смерти отца, которая наступила между 1445 и 1449 годами, Януш и его младший брат Ян унаследовали Глубчицкое княжество. Януш также получил в управление город Фульнек. От отца братья также унаследовали право на 1/3 Опавского княжества, но фактически княжеством управляли братья Вацлава II Вильгельм и Эрнест.
Князь Януш Фульнекский не был женат и умер бездетным в 1454 году, завещав свои земли и права младшему брату Яну.